# Rösrath
Rösrath est une ville située dans l'arrondissement de Rhin-Berg, dans le land de Rhénanie-du-Nord-Westphalie, en Allemagne. La communauté a obtenu le statut de ville en 2001. Rösrath est voisine immédiate de Cologne. C'est pourquoi, pour les Colognais, Rösrath symbolise une porte sur la région de Bergisches Land. Le territoire de la ville s'étend sur les réserves naturelles de Königsforst (la forêt du roi) et de Wahner Heide (une lande).

## Quartiers
- Forsbach
- Hoffnungsthal
- Kleineichen
- Rösrath central

## Blason
Le symbole a deux parties:
- La partie supérieure contient le lion de Berg avec une couronne bleue, une queue et des griffes bleues. Le lion apparaît dans la plupart des symboles du Rheinisch-Bergischer Kreis.

- La partie inférieure montre un cor de chasse sur fond vert. Cela symbolise le Königsforst, une chasse ancienne des comtes et ducs de Berg.

## Monument emblématique

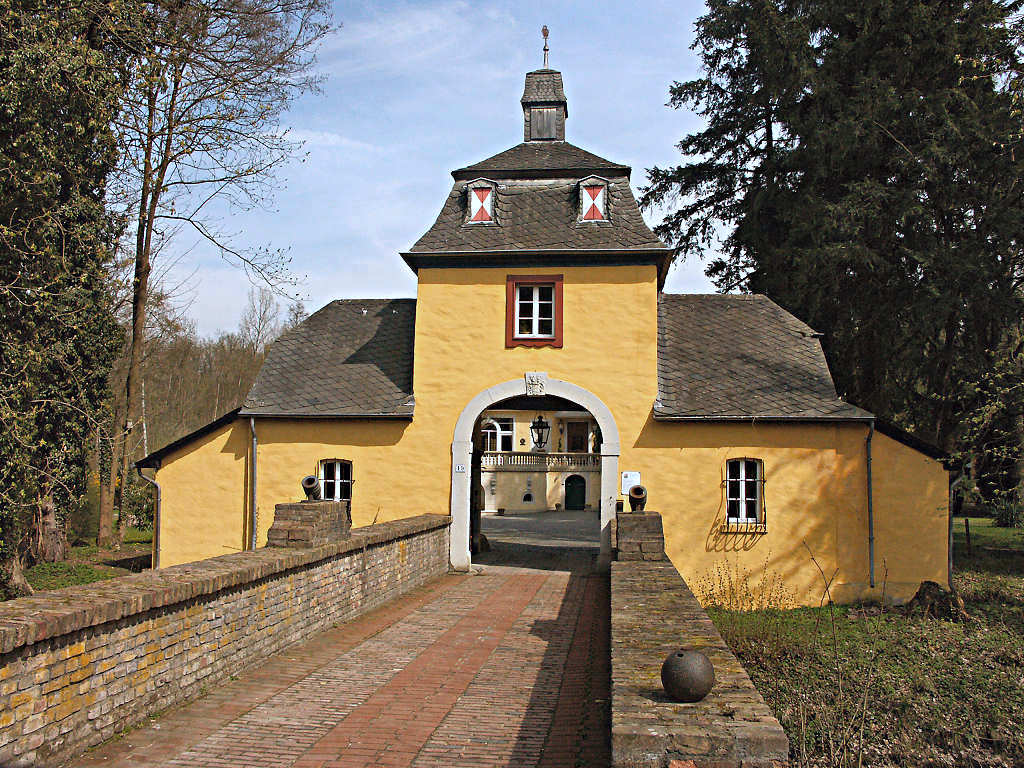
Le porche du château d'Eulenbroich

Le porche du Château d'Eulenbroich est un monument emblématique de la ville. On trouve cette porte d'entrée sur le Bergisches Land sur l'en-tête de lettre et les pages internet de la municipalité.

## Jumelages
- Furnes (Belgique) depuis 1974
- Chavenay (France) depuis 1998
- Crespières (France) depuis 1998
- Feucherolles (France) depuis 1998
- Saint-Nom-la-Bretèche (France) depuis 1998